# Айтуган-Дурасово
Айтуган-Дурасово (баш. Айтуған-Дурасов) — деревня в Фёдоровском районе Республики Башкортостан Российской Федерации. Входит в состав Теняевского сельсовета.

## География

### Географическое положение
Расстояние до:
- районного центра (Фёдоровка): 16 км,
- центра сельсовета (Теняево): 8 км,
- ближайшей ж/д станции (Мелеуз): 82 км.

## Население
| 2002 | 2009 | 2010 |
| ---- | ---- | ---- |
| 54   | →54  | ↘38  |

### Национальный состав
Согласно переписи 2002 года, преобладающая национальность — русские (96 %).